# 2023年三重県議会議員選挙
2023年議会議員選挙（2023ねんぎかいぎいんせんきょ）は、三重県における議決機関の一つである三重県議会を構成する議員を全面改選するために行われる選挙である。第20回統一地方選挙の前半戦投票日である2023年4月9日に投票が行われた。

## 概要
三重県議会の任期4年が満了したことに伴って実施予定の選挙。
選挙に先立ち、2021年5月12日に定数を48にする案が可決した。

## 基礎データ
- 選挙事由：任期満了
- 選挙形態：地方議会議員選挙
- 告示日：2023年3月31日
- 投票日：2023年4月9日
- 選挙区：15区
- 定数：48名

## 当選した議員
自民党 
 新政みえ 
 公明党 
 立憲民主党 
 共産党 
 諸派 
 無所属 
| 津市                               | 青木謙順   | 今井智広 | 杉本熊野 | 舟橋裕幸 |
| 津市                               | 川口円     | 吉田紋華 | 龍神啓介 |          |
| 四日市市                           | 山内道明   | 芳野正英 | 稲垣昭義 | 田中智也 |
| 四日市市                           | 津田健児   | 石田成生 | 山崎博   |          |
| 伊勢市・鳥羽市                     | 中川正美   | 世古明   | 野村保夫 | 廣耕太郎 |
| 松阪市                             | 中瀬古初美 | 喜田健児 | 田中祐治 | 野口正   |
| 桑名市・桑名郡                     | 小島智子   | 倉本崇弘 | 三谷哲央 | 辻内裕也 |
| 鈴鹿市                             | 小林正人   | 下野幸助 | 藤田宜三 | 平畑武   |
| 名張市                             | 中森博文   | 荊原広樹 |          |          |
| 尾鷲市・熊野市・北牟婁郡・南牟婁郡 | 藤根正典   | 東豊     | 谷川孝栄 |          |
| 亀山市                             | 長田隆尚   |          |          |          |
| いなべ市・員弁郡                   | 石垣智矢   | 日沖正信 |          |          |
| 志摩市                             | 山本教和   | 中嶋年規 |          |          |
| 伊賀市                             | 稲森稔尚   | 森野真治 |          |          |
| 三重郡                             | 服部富男   | 伊藤雅慶 |          |          |
| 多気郡                             | 松浦慶子   | 西場信行 |          |          |
| 度会郡                             | 村林聡     | 中瀬信之 |          |          |

### 補欠選挙
| 年     | 月日   | 選挙区               | 当選者 | 当選政党 | 欠員     | 欠員政党       | 欠員事由                               |
| ------ | ------ | -------------------- | ------ | -------- | -------- | -------------- | -------------------------------------- |
| 2025年 | 9月7日 | 桑名市・桑名郡選挙区 |        |          | 小島智子 | 立憲民主党     | 参議院議員通常選挙立候補準備のため辞職 |
| 2025年 | 9月7日 | 桑名市・桑名郡選挙区 |        |          | 三谷哲央 | 立憲民主党     | 死去                                   |
| 2025年 | 9月7日 | 鈴鹿市選挙区         |        |          | 下野幸助 | 立憲民主党     | 衆議院議員総選挙立候補準備のため辞職   |
| 2025年 | 9月7日 | 伊賀市選挙区         |        |          | 稲森稔尚 | 草の根運動いが | 伊賀市長選挙立候補による自動失職       |